# Les Torres d'en Godó
Les Torres d'en Godó és una obra de Teià (Maresme) inclosa a l'Inventari del Patrimoni Arquitectònic de Catalunya.

## Descripció
Es tracta d'un conjunt de sis cases que ocupen un carreró sense sortida i part de la riera de Teià. Cap d'elles és igual, tant pel que fa als elements decoratius com a l'estructura, però sí que hi ha una certa homogeneïtat entre els primers: la decoració està realitzada fonamentalment a base d'esgrafiats polícroms; apareixen realitzats en verd, rosa, lila i groc, formant motius florals i garlandes. Destaquen les línies sinuoses i els coronaments esglaonats i ondats de les façanes.
Podrien ser classificades dins d'un estil modernista.